# La Hinojosa
La Hinojosa település Spanyolországban, Cuenca tartományban.  Lakosainak száma 195 fő (2024).

## Népesség
A település népessége az utóbbi években az alábbiak szerint változott:
| Lakosok száma | 328  | 294  | 285  | 270  | 255  | 218  | 211  | 188  | 195  | 195  |
|               | 2001 | 2004 | 2006 | 2009 | 2011 | 2014 | 2016 | 2019 | 2021 | 2024 |